# Classiebawn Castle

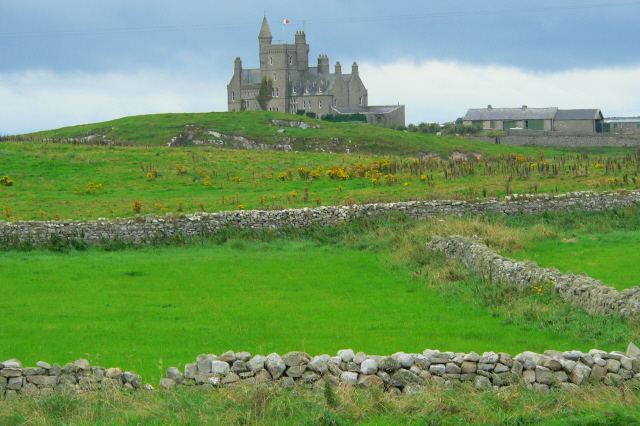
Château de Classiebawn.

Classiebawn Castle est une résidence de campagne anglaise construite pour le 3e vicomte Palmerston (1784-1865) sur une ancienne propriété familiale de 10 000 acres (4 047 ha), sur la presqu'île de Mullaghmore, comté de Sligo, près du village de Cliffoney, en Irlande. Le château actuel a été construit en grande partie à la fin du XIXe siècle..

## Description
Il a été conçu dans le style baronnial par J. Rawson Carrol, un architecte basé à Dublin, il est construit à partir d'un grès jaune-brun, apporté par la mer, du comté de Donegal. Il présente un ensemble de  façades avec une tour centrale surmontée d'une tourelle à toit conique.

## Histoire
La terre, qui appartenait autrefois aux O'Connor Sligo, a été confisquée par le Parlement anglais pour récompenser les personnes qui ont réprimé la rébellion irlandaise de 1641. Environ 10 000 acres (4 047 ha) de terres sur lesquelles se trouve désormais Classiebawn ont été accordées à Sir John Temple (1600-1677), Master of the Rolls d'Irlande.
La propriété a été transmise au 3e vicomte Palmerston, l'homme d'État qui a exercé les fonctions de Premier ministre britannique, secrétaire d'État aux Affaires étrangères et ministre britannique des Affaires étrangères.
C'est Lord Palmerston qui a commandé la construction de l'actuel château de Classiebawn et du port de Mullaghmore. La maison n'était pas terminée à sa mort en 1865, mais fut achevée en 1874 par son beau-fils et successeur, William Cowper-Temple, Conseil privé de Sa Majesté, parlementaire (créé ultérieurement 1er baron Mount Temple). Ce dernier est mort sans enfant en 1888 et la succession a été transmise à son neveu, Evelyn Ashley, deuxième fils survivant de septième comte de Shaftesbury. Evelyn Ashley y passa quelque temps chaque année. À sa mort, en 1907, son fils unique, Wilfred William Ashley (nommé plus tard baron Mount Temple), passa également ses étés au château avec ses filles Edwina, la future comtesse Mountbatten, et Mary (1906-1986) qui a été baronne Delamere de 1944 à 1955 en tant que deuxième épouse (sur trois) du 4e baron Delamere.

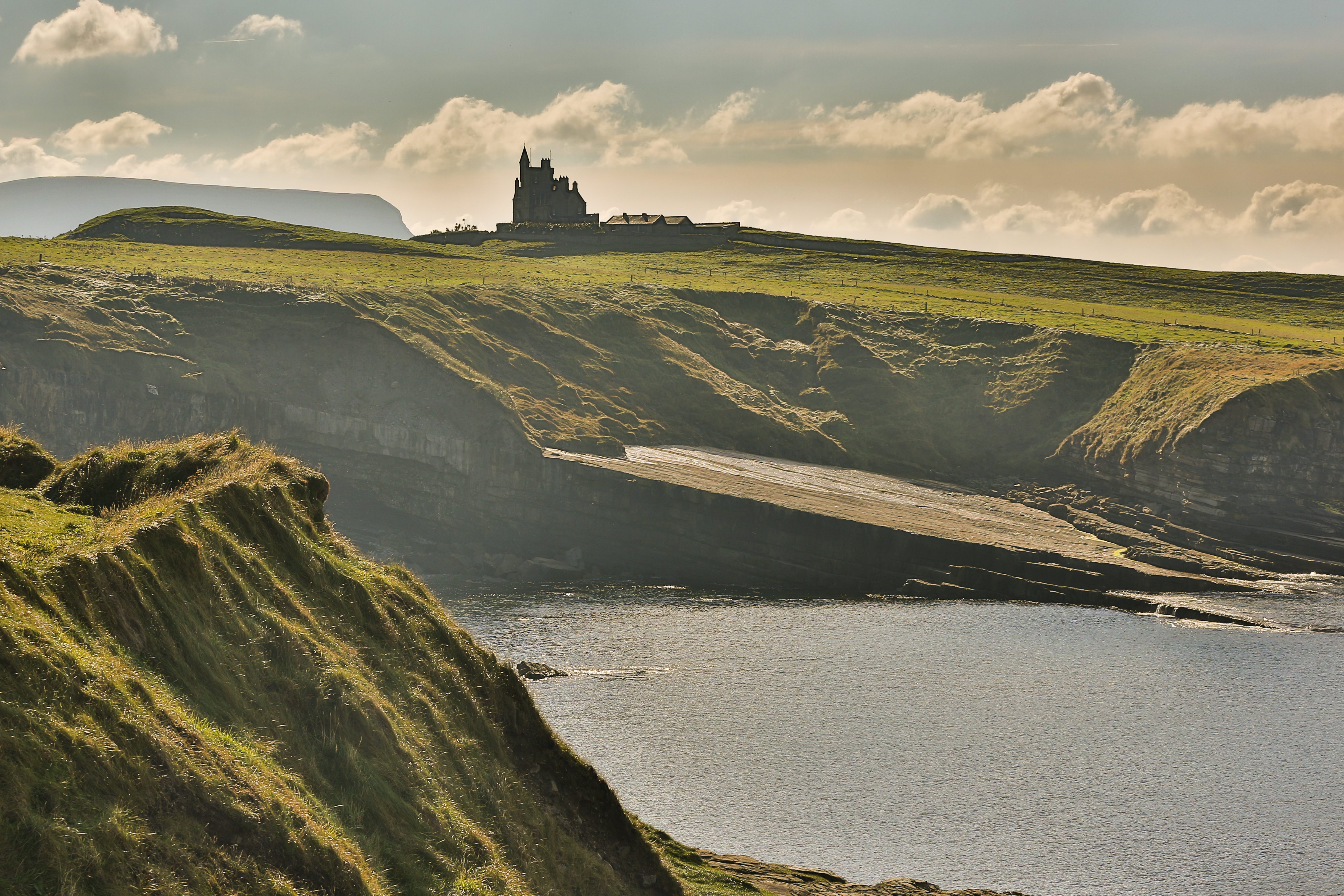

### Les années Mountbatten
En 1916, la maison a été nettoyée, elle est restée vide jusqu'en 1950. Elle a été héritée par Edwina, comtesse Mountbatten de Birmanie (lorsqu'elle était encore officiellement baptisée Lady Louis Mountbatten), en juillet 1939, qui, avec son mari amiral de la flotte (Royal Navy), 1er comte Mountbatten de Birmanie, a procédé à de nombreuses améliorations en installant l'électricité et une alimentation en eau courante. Après la mort de son épouse en février 1960, Lord Mountbatten, le dernier vice-roi de l'Inde, y passa ses étés jusqu'à sa mort, lorsque son bateau s'est fait exploser au large de la côte de Mullaghmore par l'IRA en août 1979,.
Le château et les terres environnantes appartiennent maintenant à la succession de Hugh Tunney (1928-2011), homme d'affaires décédé de Trillick dans le comté de Tyrone, qui a acheté le château et 3 000 acres (1 214 ha) du domaine avoisinant en 1991 après l'avoir loué pendant de nombreuses années.